# Rhinella dorbignyi
Rhinella dorbignyi é uma espécie de anfíbio da família Bufonidae. Pode ser encontrada no Brasil, Argentina e Uruguai.